# Арачиново (община)
Община Арачиново (мак. Општина Арачиново) — община в Північній Македонії. Адміністративний центр — село Арачиново. Розташована на півночі  Македонії, Скопський статистично-економічний регіон, з населенням 11 992 мешканців, які проживають на площі 31,3 км². Община межує зі столицею країни.